# Mokré Lazce
Mokré Lazce település Csehországban, a Opavai járásban. Mokré Lazce Háj ve Slezsku, Opava, Kravaře, Hrabyně, Štítina, Pustá Polom, Budišovice és Nové Sedlice településekkel határos. Lakosainak száma 1165 fő (2024. január 1.).

## Népesség
A település lakosságának változását az alábbi diagram mutatja:
| Lakosok száma | 858  | 902  | 1047 | 1033 | 1053 | 1086 | 1136 | 1146 | 1096 | 1165 |
|               | 1869 | 1900 | 1921 | 1961 | 1980 | 2011 | 2016 | 2019 | 2021 | 2024 |